# Karl Kautzsch
Carl Wilhelm Kautzsch (* 17. Mai 1887 in Lengenfeld (Vogtland); † 30. April 1978 in Freilassing) war ein deutscher Politiker (USPD, SPD, SED) und von 1922 bis 1933 Mitglied des Sächsischen Landtages.

## Leben
Kautzsch war zunächst in Zwickau als Gewerkschaftsfunktionär, später als Redakteur tätig. Am 28. Juni 1922 zog er für die USPD als Nachrücker in den Sächsischen Landtag ein, dem er bis zur Annullierung der Mandate der SPD-Abgeordneten am 23. Juni 1933 angehörte. Von Juni 1929 bis Mai 1933 amtierte er dort als Schriftführer. Nach der „Machtergreifung“ der Nationalsozialisten wurde Kautzsch verhaftet und im Schutzhaftlager Schloss Osterstein eingesperrt. Zu dieser Zeit verlor er auch sein Mandat als Stadtverordneter in Zwickau. Im Oktober 1933 wurde Kautzsch erneut verhaftet und ins KZ Sonnenburg eingeliefert.
Im Jahr 1945 war Kautzsch Mitbegründer der SPD im Kreis Zwickau. Er wurde von der US-amerikanischen Besatzungsmacht als Landrat eingesetzt. Der Zwangsvereinigung von SPD und KPD zur SED stand er kritisch gegenüber. 1950 erfolgte schließlich die Absetzung als Landrat und im folgenden Jahr der Ausschluss aus der SED.